# Ellen Dorsher
Ellen Dorsher es una actriz estadounidense.

## Carrera
En 1983 actuó en la clásica película de horror The House on Sorority Row, que fue todo un éxito. Fue la única película donde actuó, ya que se alejó del cine.

## Filmografía

### Películas
- The House on Sorority Row (1983) .... Stevie